# Scoglio Ricotta
Lo scoglio Ricotta è un'isola dell'Italia, in Campania.